# Charles Abi
Charles Abi, né le 12 avril 2000 à Clermont-Ferrand, est un footballeur franco-togolais. Il évolue au poste d'attaquant au FC Rouen 1899

## Biographie

### Enfance
Charles Abi débute le football lorsqu'il part rejoindre son père au Togo à l'âge de 6 ans, accompagné de sa sœur aînée Aurélie et sa mère. À son retour en France, il s'inscrit dans un club proche de chez lui, le FC Aubiérois. Il rejoint le FC Pérignat avant de rejoindre le club professionnel du Clermont Foot 63. Ses qualités de footballeur s'affirment, notamment sa faculté à faire la différence dans la profondeur.
Après six ans au Clermont Foot 63, il rejoint le centre de formation de l'Association sportive de Saint-Étienne en 2015. Sa mère décide alors de quitter Clermont-Ferrand pour suivre son fils à Saint-Étienne et lui garantir un environnement rassurant. Charles obtient un Bac ES au lycée Tezenas du Montcel en 2018, ce lycée est partenaire de l'ASSE depuis 1989,.

### Carrière

#### Catégories de jeunes
A son arrivée, il joue en U17 Honneur, soit la deuxième équipe de jeunes du club. Lors de la saison suivante en 2016-2017, il joue dans l'équipe qui évolue dans le championnat National U17. Il fait quelques apparitions avec les U19 de Julien Sablé où il marque 2 buts. Saint-Étienne se fait éliminer en quarts de finale du championnat de France U17 par l'AS Monaco sur le score de deux buts à zéro. Lors de la saison 2017-2018, il inscrit six buts en U19 National et fait ses premières apparitions en réserve, participant à la montée des Verts en National 2.

#### Carrière professionnelle
Le 25 avril 2018, il signe son premier contrat professionnel avec l'AS Saint-Étienne. Il fait ses débuts professionnels lors d'un match face à Nice, le 16 décembre 2018. Le 27 avril 2019, il remporte la coupe Gambardella lors de la victoire 2-0 de l'AS Saint-Étienne face au Toulouse FC, match durant lequel il provoque l’expulsion de Nathan N'Goumou, avant de marquer le second but qui lui permet d'être élu homme du match.
Le 3 juin 2019, il prolonge son contrat d'un an en faveur de l'AS Saint-Étienne, et est lié au club du Forez jusqu’en 2022. Abi enchaîne les rentrées en fin de match et est même titulaire lors du derby face à Lyon (1-0). Sa progression est par la suite stoppée par une fracture au cinquième métatarse qui l'écarte 6 semaines des terrains. Il revient de cette blessure lors de la 19e journée face à Strasbourg. Il rentre en seconde période et provoque un pénalty transformé par Ryad Boudebouz, ce qui n'empêche pas la défaite 2-1.
Le 18 janvier 2020, il est titulaire pour les 16èmes de finale de la Coupe de France contre le Paris FC. Il marque lors de ce match son premier but en professionnel, d'un plat du pied dans le petit filet à la suite d'un centre de Mathieu Debuchy,. Il conclut la saison 2019-2020 avec 15 apparitions en Ligue 1, dont 6 titularisations. Il participe également à deux rencontres d'Europa League.
Lors de la saison 2020-2021, son temps de jeu augmente, tout comme ses statistiques. En Ligue 1, il dispute 24 rencontres, en débutant 9 pour 3 buts inscrits et 2 passes décisives délivrées.
Afin de poursuivre sa progression, il est prêté à l'En Avant Guingamp, évoluant en Ligue 2, le 31 août 2021. Pour sa première apparition sous son nouveau maillot, il trouve le chemin des filets face au Paris FC (7e journée, victoire 0-1). Une performance sans lendemain. Déçu de ses performances, le club breton souhaite casser son prêt dès le mercato d'hiver. Il conclut la saison avec 18 apparitions en championnat, pour seulement 5 titularisations, 1 but inscrit et 1 passe décisive délivrée.
De retour dans le Forez, Laurent Batlles ne compte pas sur lui malgré la relégation du club en Ligue 2, l'invitant à s'entraîner avec la réserve. Il rebondit en février 2023 en deuxième division suisse, s'engageant en faveur du FC Stade Lausanne Ouchy. Il dispute une rencontre de Challenge League face au FC Wil avant de se blesser et d'être indisponible jusqu'au terme de la saison. Il fait son retour en Suisse lors de la saison 2023-2024, et marque dans la foulée son premier but en Coupe de Suisse face au Grand-Saconnex,. 

### En équipe nationale
Charles Abi dispute 11 matches avec l'Équipe de France U16, pour 2 buts inscrits.
Il joue 6 matches avec l'Équipe de France U18 et marque 1 but.
Avec l'Équipe de France U19, il marque un but contre l'Inde en septembre 2018. Un mois plus tard, il en marque un contre l'Arménie, puis un autre un mois plus tard, contre Malte. Il marque ensuite deux autres buts en mars 2019, contre la Suisse et Israël. Il compte aujourd'hui 16 sélections et 6 buts dans cette catégorie.

## Statistiques
| Saison                | Club                  | Championnat           | Championnat | Championnat | Championnat | Coupe nationale | Coupe nationale | Coupe nationale | Coupe de la Ligue | Coupe de la Ligue | Coupe de la Ligue | Supercoupe | Supercoupe | Supercoupe | Compétition(s) continentale(s) | Compétition(s) continentale(s) | Compétition(s) continentale(s) | Compétition(s) continentale(s) | Total | Total | Total |
| Saison                | Club                  | Division              | M.          | B.          | P.d.        | M.              | B.              | P.d.            | M.                | B.                | P.d.              | M.         | B.         | P.d.       | Comp.                          | M.                             | B.                             | P.d.                           | M.    | B.    | P.d.  |
| 2018-2019             | AS Saint-Étienne      | Ligue 1               | 3           | 0           | 0           | -               | -               | -               | -                 | -                 | -                 | -          | -          | -          | -                              | -                              | -                              | -                              | 3     | 0     | 0     |
| 2019-2020             | AS Saint-Étienne      | Ligue 1               | 15          | 0           | 0           | 4               | 1               | 0               | 1                 | 0                 | 0                 | -          | -          | -          | C3                             | 2                              | 0                              | 0                              | 22    | 1     | 0     |
| 2020-2021             | AS Saint-Étienne      | Ligue 1               | 24          | 3           | 2           | 1               | 0               | 0               | -                 | -                 | -                 | -          | -          | -          | -                              | -                              | -                              | -                              | 25    | 3     | 2     |
| 2021                  | AS Saint-Étienne      | Ligue 1               | 1           | 0           | 0           | -               | -               | -               | -                 | -                 | -                 | -          | -          | -          | -                              | -                              | -                              | -                              | 1     | 0     | 0     |
| Sous-total            | Sous-total            | Sous-total            | 43          | 3           | 2           | 5               | 1               | 0               | 1                 | 0                 | 0                 | 0          | 0          | 0          | -                              | 2                              | 0                              | 0                              | 51    | 4     | 2     |
| 2021-2022             | En avant de Guingamp  | Ligue 2               | 18          | 1           | 1           | 2               | 2               | 0               | -                 | -                 | -                 | -          | -          | -          | -                              | -                              | -                              | -                              | 20    | 3     | 1     |
| Total sur la carrière | Total sur la carrière | Total sur la carrière | 61          | 4           | 3           | 7               | 3               | 0               | 1                 | 0                 | 0                 | 0          | 0          | 0          | -                              | 2                              | 0                              | 0                              | 71    | 7     | 3     |

## Palmarès
- AS Saint-Étienne
  - Vainqueur de la Coupe Gambardella en 2019
  - Finaliste de la Coupe de France en 2020